# 355-й гвардейский тяжёлый самоходно-артиллерийский полк
355-й гвардейский тяжёлый самоходно-артиллерийский полк (355 гв.тсап) — гвардейская воинская часть РККА в Великой Отечественной войне.
Полк сформирован в июле 1944 года, возможно, путём преобразования 754-го самоходно-артиллерийского полка.
355 гв.тсап (1-е формирование) в составе действующей армии: с 3.8.1944 по 9.9.1944 гг.
2-е формирование 355 гв.тсап: с 1.11.1944 по 11.5.1945 гг.
На вооружении гв.тсап находились самоходные артиллерийские установки ИСУ-122.

## Участие в Великой Отечественной войне в 1944 г
- 355 гв.тсап участвовал в Белорусской стратегической наступательной операции «Багратион» на её втором заключительном этапе (05.07.1944 — 29.08.1944 гг.).
- 355 гв.тсап участвовал в Осовецкой наступательной операции, проходившей с 6 августа по 14 августа 1944 года, силами 2-го Белорусского фронта.
- 14 августа 1944 г. 355 гв.тсап совместно с другими частями овладел городом и крепостью Осовец.
- за период боёв с 19 по 22 августа 1944 г. 355 гв.тсап, поддерживая наступление 42-й стрелковой дивизии 49-й армии, обеспечил частям дивизии выход на восточный берег реки Яблонка, помог им овладеть городом Замбрув и опрокинуть противника с западного берега реки Яблонка на рубеже Климаше Яблонь, Замбрув, обратив его в бегство.
- 355 гв.тсап ворвался в г. Снядово и дал возможность пехоте 42-й стрелковой дивизии с малыми потерями перерезать магистраль: Ломжа — Острув-Мазовецка. (После окружения Минской группировки противника, используя трофейный транспорт, и преодолевая по 28—35 км в день, 42-я стрелковая дивизия в сентябре 1944 г. овладела Замбрувом, Ломжей, Остроленкой и заняла оборону на южном берегу Нарева).
- 355 гв.тсап участвовал на начальном этапе Ломжа-Ружанской наступательной операции (фронтовой), проходившей с 30 августа по 2 ноября 1944 года, когда на Острув-мазовецком направлении войска 2-го Белорусского фронта расширили захваченный 4 сентября Ружанский плацдарм на реке Нарев до 43 км по фронту и до 20 км в глубину.
- 355 гв.тсап с боями прошёл 40 км, при этом освободил 80 населённых пунктов, уничтожив 8 самоходных орудий противника, до 400 солдат и офицеров.
- 6 сентября 1944 г. 355 гв.тсап в ходе наступления войск 2-го Белорусского фронта на Остроленковском направлении участвовал в освобождении города Остроленка.

## Участие в Великой Отечественной войне в феврале-марте 1945 г
- 8-24 февраля 1945 г. 355 гв.тсап участвовал в Нижне-Силезской наступательной операции.
- в феврале 1945 г. подразделения 355 гв.тсап вели наступательные бои северо-западнее города Бреслау.
- 15-31 марта 1945 г. 355 гв.тсап участвовал в Верхне-Силезской фронтовой наступательной операции.
- Южнее Оппельна была сосредоточена вторая Южная (Ратиборская) группировка, в которую из резерва вошёл 7-й гвардейский механизированный корпус.
- с утра 15 марта 1945 г., после 40-минутной артиллерийской подготовки, начались бои 355 гв.тсап в составе 7-го гв мехкорпуса, который наступал с района Козель (25 км севернее города Ратибор) на Нейштадт. Встретив упорное сопротивление, советские войска к исходу дня сумели вклиниться в оборону противника на 8-10 км, при этом 7-й механизированный корпус потерял четверть своих танков. Причина — недостаточная разведка, а в результате — недостаточно мощная обработка артиллерией противотанковой обороны противника.
- 15 марта 1945 г. бои при прорыве обороны в районе Розенгрунд, Херберштейн.
- 16 марта 1945 г. бои в районе Нейзидель.
- 17 марта 1945 бои за Шенау и Томас, тактическая зона обороны немецких войск была прорвана и в образовавшуюся брешь устремились подвижные соединения ударных группировок, в том числе 7-го гвардейского механизированного корпуса.
- 18 марта, днём южная и северная группировки встретились в районе города Нейштадта, замкнув кольцо вокруг оппельнской группировки вермахта.
- 19 марта 1945 г. бои в районе Визенгрунд и Креенбуш.
- 24 марта контратака противника из небольшой деревни Робен, затем бой за Костенталь, Кашницберг.

## Участие в Великой Отечественной войне в апреле-мае 1945 г
- с 16 апреля по 8 мая 1945 гг. 355 гв.тсап, в составе 7-го гв. мехкорпуса участвовал в Берлинской стратегической наступательной операции.
- 1-й Украинский фронт в рамках Берлинской операции в составе пяти армий осуществил Шпремберг-Торгаускую наступательную операцию (фронтовую). Вспомогательный удар должен был быть нанесён в общем направлении на Дрезден силами 2-й армии Войска Польского и частью сил 52-й армии (в том числе 355 гв.тсап).
- 17 апреля 1945 г. в районе Кодерсдорф, при наступлении на г. Баутцен, противник, сосредоточив до 10 танков и самоходных установок и значительное число артиллерии и пехоты, оказал упорное сопротивление наступлению наших войск. Командир 355 гв.тсап гв. майор Замелюк, сам лично сел в самоходку и увлекая за собой своих подчинённых, повёл полк в бой, в котором сжёг 3 танка и 2 самоходки противника, однако сам погиб.
- 22 апреля 1945 г. для действий в районе Вейсенберга (на восток от Баутцена) командиром 7-го гв. мехкорпуса И. П. Корчагиным был собран отряд, который возглавил заместитель командира 7-го гв. мехкорпуса генерал-майор Максимов. В состав отряда вошли 25-я гв. мехбригада с 355-м гв. тяжёлым самоходным артполком, 57-я гв. танковая бригада с 1820-м самоходным артполком, артиллерийские части. Всего насчитывалось 2043 человека, четырнадцать танков Т-34, один ИС-2, двенадцать ИСУ-122, пять СУ-85, три БА-64, шесть бронетранспортёров, одиннадцать 76-мм пушек, девять 37-мм зенитных пушек, четыре 120-мм и двенадцать 82-мм миномётов. Однако вместо прокладывания коридора на восток отряду генерала Максимова пришлось отражать удары противника на восточной и северо-восточной окраинах Вейсенберга.
- 22 апреля 1945 г. в 19.15 немцами была взломана оборона 857-го полка 294-й стрелковой дивизии к северу от Вейсенберга. Далее они начали вести разведку в направлении к Вюршену, стремясь перехватить дорогу, связывающую Вейсенберг и Баутцен.
- в ночь на 23 апреля 1945 г. бои за удержание шоссе между Баутценом и Вейсенбергом, когда часть сил обороняли Вейсенберг, а другая часть пробивались в направлении Баутцена для соединения с частями 254-й стрелковой дивизии.
- 23 апреля 1945 г. было отмечено нарастанием кризиса на левом фланге 1-го Украинского фронта. В результате удара LVII танкового корпуса по сходящимся направлениям в районе Вейсенберга 48-й стрелковый корпус был сбит с занимаемого рубежа и расчленён на отдельные группы.
- 23 апреля в 20.40 Корчагин И. П. отправляет командиру вейсенбергского отряда генералу Максимову шифровку с приказанием пробиваться на соединение с основными силами 52-й армии. Отряду предписывалось в 3.00 24 апреля выступить из Вейсенберга в направлении на Енкендорф, где соединиться со 116-й стрелковой дивизией. С собой прорывающиеся должны были взять всю технику и раненых медсанбата.
- 24 апреля, отразив ночную атаку противника, в 6.15 отряд генерал-майора Максимова при поддержке 3-х танков и 4-х ИСУ-122 начал прорыв через Дизу на Енкендорф. На полпути к Дизе отряд был окружён и, как написано в отчёте штаба 7-го гв. механизированного корпуса, «большая часть личного состава, самоотверженно выполнявшая задачу в бою за соединение со стрелковыми частями 52-й армии, — погибла и только 30 % пробились на Ниски — соединились с нашей пехотой утром 25 апреля 1945 года».
- в журнале боевых действий Верховного командования вермахта последний раз прозвучали победные нотки: «Вейсенберг снова освобождён от противника. Захвачены многочисленные трофеи и 800 пленных».
- за период боевых действий с 16 апреля по 30 апреля 1945 г. 355 гв.тсап уничтожил самоходных орудий — 11, танков — 5, зенитных орудий — 6, полевых орудий разного калибра — 14, автомашин — 4, бронетранспортёров — 5, солдат и офицеров до 500 человек.

## В составе
| Дата              | Фронт (округ, группа)                              | Армия                | Корпус                                  | Примечания                                                                  |
| ----------------- | -------------------------------------------------- | -------------------- | --------------------------------------- | --------------------------------------------------------------------------- |
| 01.08.1944 года   | Резерв Ставки ВГК                                  | -                    | -                                       | -                                                                           |
| с 03.08.1944 года | 2-й Белорусский фронт                              | 49-я армия           | -                                       | -                                                                           |
| 01.09.1944 года   | 2-й Белорусский фронт                              | 49-я армия           | -                                       | освобождение города Остроленка (Польша)                                     |
| с 10.09.1944 года | Резерв Ставки ВГК                                  | -                    | 7-й гвардейский механизированный корпус | -                                                                           |
| 01.10.1944 года   | Резерв Ставки ВГК                                  | -                    | 7-й гвардейский механизированный корпус | -                                                                           |
| 01.11.1944 года   | 3-й Белорусский фронт                              | фронтовое подчинение | 7-й гвардейский механизированный корпус | -                                                                           |
| 01.12.1944 года   | 1-й Украинский фронт                               | фронтовое подчинение | 7-й гвардейский механизированный корпус | -                                                                           |
| 01.01.1945 года   | 1-й Украинский фронт                               | фронтовое подчинение | 7-й гвардейский механизированный корпус | расположился в районе Радомско (Польша)                                     |
| 01.02.1945 года   | 1-й Украинский фронт                               | фронтовое подчинение | 7-й гвардейский механизированный корпус | -                                                                           |
| 01.03.1945 года   | 1-й Украинский фронт                               | фронтовое подчинение | 7-й гвардейский механизированный корпус | -                                                                           |
| с 15.03.1945 года | 1-й Украинский фронт                               | 59-я армия           | 7-й гвардейский механизированный корпус | -                                                                           |
| 01.04.1945 года   | 1-й Украинский фронт                               | 59-я армия           | 7-й гвардейский механизированный корпус | -                                                                           |
| с 16.04.1945 года | 1-й Украинский фронт                               | 52-я армия           | 7-й гвардейский механизированный корпус | -                                                                           |
| 01.05.1945 года   | 1-й Украинский фронт                               | 52-я армия           | 7-й гвардейский механизированный корпус | -                                                                           |
| 11.05.1945 года   | 1-й Украинский фронт                               | -                    | 7-й гвардейский механизированный корпус | -                                                                           |
| с 10.06.1945 года | Центральная группа войск (ЦГВ) (1-го формирования) | -                    | 7-й гвардейский механизированный корпус | в составе ЦГВ находились советские войска в Австрии, Венгрии и Чехословакии |

## Полное наименование
- 355-й гвардейский тяжёлый самоходно-артиллерийский Остроленковский ордена Александра Невского полк

## Командиры
- Иванов, Николай Яковлевич 1902 г. р., (командовал в период 13.08.1944 — 06.09.1944 гг.) — гв. майор, ранен в сентябре 1944 г., награждён орденом «Красного Знамени» (1944 г.), орденом Отечественной войны 1 степени (1945 г.), орденом «Красного Знамени» (1945 г.).
- Онуфриенко, Сергей Алексеевич, 1903 г.р., (впервые командовал в период 20.02.1945 — 30.03.1945 гг.) — гв. подполковник, легко ранен в марте 1945 г.
- Замелюк, Степан Никитович, 1906 г.р., (командовал в период 06.04.1945 — 17.04.1945 гг.) — гв. майор, сгорел в танке 17 апреля 1945 г., награждён медалью «За отвагу» (1942 г.), Орденом Александра Невского (1943 г.), орденом «Красная Звезда»(Указом ПВС СССР от 3 ноября 1944 года «За выслугу лет в войсках…»), медалью «За оборону Ленинграда», медалью «За оборону Сталинграда», медалью «За победу над Германией в Великой Отечественной войне 1941—1945 гг.» (Указом ПВС СССР от 9 мая 1945 г.), орденом Отечественной войны 1 степени (посмертно, 1945 г.).
- Онуфриенко, Сергей Алексеевич, 1903 г.р., (повторно командовал в период 17.04.1945 — 18.05.1945 гг.) — гв. подполковник, легко ранен в марте 1945 г., награждён орденом «Красная Звезда» (Указом ПВС СССР от 3 ноября 1944 года «За выслугу лет в войсках…»), орденом Отечественной войны 1 степени (1945 г.), медалью «За победу над Германией в Великой Отечественной войне 1941—1945 гг.» (Указом ПВС СССР от 9 мая 1945 г.), медалью (награждён Указом ПВС СССР от 22.02.1948 г.), медалью «40 лет Вооружённых Сил СССР» (Указом ПВС СССР от 18.12.1957 г.), медалью «Двадцать лет победы в Великой Отечественной войне 1941—1945 гг.» (Указом ПВС СССР от 7 мая 1965 г.), медалью «50 лет Вооружённых Сил СССР» (Указом ПВС СССР от 26 декабря 1967 г.), орденом Отечественной войны 1 степени (1985 г.).

## Знаки отличия
| Знак отличия                            | Дата       | За что получен |
| --------------------------------------- | ---------- | --- |
| Гвардейский                             | 07.1944    | За мужество и героизм личного состава проявленный в боях с немецкими захватчиками                                                                                 |
| почётное наименование «Остроленковский» | 15.09.1944 | За отличие в боях с немецкими захватчиками за овладение городом и крепостью Остроленка                                                                            |
| Орден Александра Невского               | 01.09.1944 | За образцовое выполнение заданий командования в боях с немецкими захватчиками, за овладение городом и крепостью Осовец и проявленные при этом доблесть и мужество |